# 女川清水テレビ中継局
女川清水テレビ中継局（おながわしみずテレビちゅうけいきょく）は、宮城県牡鹿郡女川町に置かれているテレビ中継局。

## 中継局概要

### デジタルテレビ放送
| リモコン 番号 | 放送局名           | チャンネル 番号 | 空中線 電力 | ERP  | 偏波面   | 放送対象地域 | 放送区域 内世帯数 | 運用開始日     |
| ------------- | ------------------ | --------------- | ----------- | ---- | -------- | ------------ | ----------------- | -------------- |
| 1             | TBC 東北放送       | 22              | 300mW       | 1.4W | 水平偏波 | 宮城県       | 約2,000世帯       | 2010年 5月25日 |
| 2             | NHK 仙台教育       | 16              | 300mW       | 1.4W | 水平偏波 | 全国         | 約2,000世帯       | 2010年 5月25日 |
| 3             | NHK 仙台総合       | 18              | 300mW       | 1.4W | 水平偏波 | 宮城県       | 約2,000世帯       | 2010年 5月25日 |
| 4             | MMT 宮城テレビ放送 | 30              | 300mW       | 1.4W | 水平偏波 | 宮城県       | 約2,000世帯       | 2010年 5月25日 |
| 5             | KHB 東日本放送     | 20              | 300mW       | 1.4W | 水平偏波 | 宮城県       | 約2,000世帯       | 2010年 5月25日 |
| 8             | OX 仙台放送        | 23              | 300mW       | 1.4W | 水平偏波 | 宮城県       | 約2,000世帯       | 2010年 5月25日 |

- 所在地： 牡鹿郡女川町[2]
- 放送区域： 女川町の一部[2]（女川駅北方高地）
- 2010年2月23日に予備免許が交付され[3][2]、4月下旬に試験電波を発射。5月21日に本免許が交付され[1]、5月25日から本放送を開始した[1]。

### アナログテレビ放送
| チャンネル 番号 | 放送局名           | 空中線 電力          | ERP               | 偏波面   | 放送対象地域 | 放送区域 内世帯数 | 運用開始日     |
| --------------- | ------------------ | -------------------- | ----------------- | -------- | ------------ | ----------------- | -------------- |
| 37              | KHB 東日本放送     | 映像500mW/ 音声125mW | 映像1W/ 音声250mW | 水平偏波 | 宮城県       | 418世帯           | 1976年 11月1日 |
| 39              | OX 仙台放送        | 映像500mW/ 音声125mW | 映像1W/ 音声250mW | 水平偏波 | 宮城県       | 418世帯           | 1975年 2月19日 |
| 41              | TBC 東北放送       | 映像500mW/ 音声125mW | 映像1W/ 音声250mW | 水平偏波 | 宮城県       | 418世帯           | 1973年 2月16日 |
| 43              | MMT 宮城テレビ放送 | 映像500mW/ 音声125mW | 映像1W/ 音声250mW | 水平偏波 | 宮城県       | 418世帯           | 1973年 2月16日 |
| 45              | NHK 仙台総合       | 映像500mW/ 音声125mW | 映像1W/ 音声250mW | 水平偏波 | 宮城県       | 418世帯           | 1973年 2月17日 |
| 47              | NHK 仙台教育       | 映像500mW/ 音声125mW | 映像1W/ 音声250mW | 水平偏波 | 全国         | 418世帯           | 1973年 2月17日 |

- 所在地：デジタルテレビ放送に同じ
- 2010年7月24日をもってすべて廃止される予定だったが、3月11日に発生した東日本大震災の影響により、2012年3月31日に延期された。